# José Joaquim Pinto da Silva Sacavém
José Joaquim Pinto da Silva CvC (Porto, 2 de abril de 1863 — 2 de junho de 1928, Lisboa), que também assinava José Joaquim Pinto da Silva Sacavém (para se distinguir do seu pai e do seu avô, e passando doravante a integrar o nome Sacavém como apelido de família), foi o 2.º Visconde de Sacavém, título que foi renovado na sua pessoa por decreto de 10 de abril de 1890.

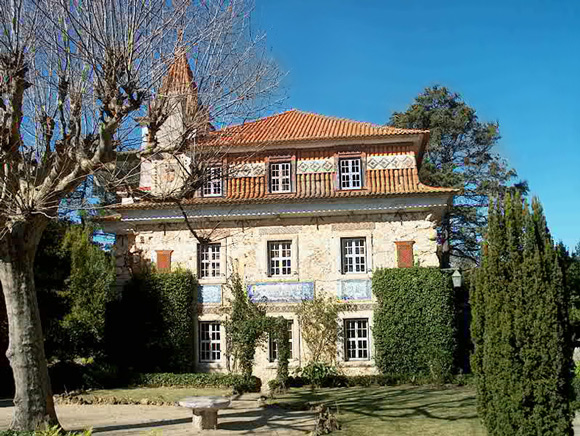
Palacete pertencente ao 2.º Visconde de Sacavém, situado nas Caldas da Rainha, onde hoje funciona o Museu de Cerâmica das Caldas da Rainha.

Era filho primogénito de José Joaquim Pinto da Silva e de Miquelina Francisca de Oliveira, tendo casado em 1 de fevereiro de 1890 com Matilde Adelaide da Silva Amado, enlace do qual nasceu José Manuel Pinto Sacavém, o 3.º Visconde.
Em 1 de junho de 1888 foi agraciado pelo rei D. Luís com o grau de Cavaleiro da Ordem de Cristo.
Dedicou grande parte da sua vida ao trabalho de ceramista, actividade tão importante na localidade da qual colhia o título nobiliárquico. Os seus trabalhos de cerâmica decorativa inscrevem-se, por exemplo, na linha de Bordalo Pinheiro, representando temáticas naturalistas (animais, plantas, flores, rochas e outros elementos decorativos).
Também se distinguiu no esmaltar, vidrar e colorir da cerâmica, produzindo uma pasta de grande qualidade, com a qual, por exemplo, forrou a fachada do seu palácio, na Rua do Sacramento à Lapa, na capital. Entregava-se a esta actividade, como mero amador, quer em pequenas instalações fabris situadas nas Caldas da Rainha, quer nas muflas que possuía no estúdio do seu palacete.
Possuiu uma quinta nas Caldas da Rainha (hoje chamada "Quinta Visconde de Sacavém"), cujo palacete romântico, rodeado de jardins, acolhe desde 1983, o Museu de Cerâmica em Caldas da Rainha.